# V878 Геркулеса
V878 Геркулеса (лат. V878 Herculis) — двойная затменная переменная звезда типа Беты Лиры (EB) в созвездии Геркулеса на расстоянии приблизительно 566 световых лет (около 174 парсек) от Солнца. Видимая звёздная величина звезды — от +9,87m до +9,37m. Орбитальный период — около 0,5295 суток (12,707 часа).
Открыта Дэниелом Кайзером в 1994 году**.

## Характеристики
Первый компонент — жёлто-белая звезда спектрального класса F5-F8, или F8. Радиус — около 1,67 солнечного, светимость — около 3,879 солнечной. Эффективная температура — около 6162 K.
Второй компонент — оранжевая звезда спектрального класса K. Эффективная температура — около 4450 K*.